# Wildhorse Township
Die Wildhorse Township ist eine von 28 Townships im St. Louis County im Osten des US-amerikanischen Bundesstaates Missouri und Bestandteil der Metropolregion Greater St. Louis. Das U.S. Census Bureau hat bei der Volkszählung 2020 eine Einwohnerzahl von 37.267 ermittelt.

## Geografie
Die Wildhorse Township liegt auf 38° 35′ N, 90° 37′ W im südwestlichen Vorortbereich von St. Louis am linken Ufer des Meramec River. Der Mississippi, der die Grenze zu Illinois bildet, befindet sich rund 35 km östlich.
Die Lemay Township liegt im Südwesten des St. Louis County und grenzt im Nordosten an die Lafayette Township, im Osten an die Queeny Township, im Süden an die Meramec Township sowie im Westen und Nordwesten an die Chesterfield Township.

## Verkehr
In West-Ost-Richtung verläuft die Missouri State Route 100 durch das gesamte Gebiet der Township. Im Westen wird die Township durch die Missouri State Route 109 begrenzt. In Ellisville im Zentrum der Wildhorse Township erreicht die Missouri State Route 340 ihren südlichen Endpunkt. Bei allen weiteren Straßen innerhalb der Township handelt es sich um innerstädtische Verbindungsstraßen.
Der Lambert-Saint Louis International Airport liegt rund 40 km nordöstlich der Wildhorse Township.

## Demografische Daten
Nach der Volkszählung im Jahr 2010 lebten in der Wildhorse Township 36.725 Menschen in 13.766 Haushalten, in denen statistisch je 2,65 Personen lebten.
Ethnisch betrachtet setzte sich die Bevölkerung zusammen aus 90,7 Prozent Weißen, 2,0 Prozent Afroamerikanern, 0,2 Prozent amerikanischen Ureinwohnern, 4,7 Prozent Asiaten sowie 0,6 Prozent aus anderen ethnischen Gruppen; 1,7 Prozent stammten von zwei oder mehr Ethnien ab. Unabhängig von der ethnischen Zugehörigkeit waren 2,6 Prozent der Bevölkerung spanischer oder lateinamerikanischer Abstammung.
27,2 Prozent der Bevölkerung waren unter 18 Jahre alt, 60,6 Prozent waren zwischen 18 und 64 und 12,2 Prozent waren 65 Jahre oder älter. 51,7 Prozent der Bevölkerung war weiblich.
Das mittlere jährliche Einkommen eines Haushalts lag bei 82.636 USD. Das Pro-Kopf-Einkommen betrug 38.105 USD. 3,6 Prozent der Einwohner lebten unterhalb der Armutsgrenze.

## Ortschaften
Die Bevölkerung der Wildhorse Township lebt in folgenden Ortschaften:
City
- Ballwin1
- Ellisville2
- Wildwood3
- Winchester4

Unincorporated Communities
- Glencoe
- Grover

1 – überwiegend in der Lafayette Township, teilweise in der Meramec Township

2 – teilweise in der Lafayette Township

3 – überwiegend in der Chesterfield Township, teilweise in der Meramec Township

4 – überwiegend in der Queeny Township